# Carmen Kool

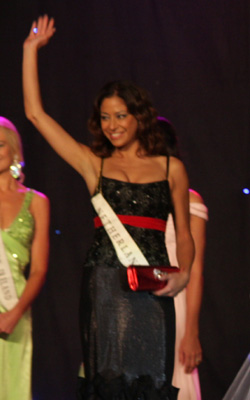
Carmen Kool tijdens de Miss World-verkiezing in 2008

Carmen Selina Kool ( Amsterdam, 15 maart 1986 ) is een voormalig Miss Nederland. Zij werd in Kiev 2008 achttiende op de Miss World-verkiezing. Op 16 september 2009 werd haar de titel van Miss World Netherlands ontnomen, omdat ze bloot voor het nummer van de Playboy had geposeerd van vijf dagen daarvoor.
Kool werd op 1 augustus 2008 in het World Fashion Centre in Amsterdam tot Miss World Netherlands verkozen. Haar fotoreportage in de Playboy was in strijd met de richtlijnen van de internationale organisatie van de Miss World-verkiezingen. Iets dergelijks zou niet passen bij onder meer de verschillende goede doelen waarvoor een Miss World ambassadrice is. Kools titel werd met terugwerkende kracht per 11 september 2009, de dag dat de fotoreportage verscheen, toegewezen aan Leonie Tuip, de nummer twee van de Miss Nederland-verkiezing.